# Andy Payton
Pour les articles homonymes, voir Payton.
Andrew Paul Payton, plus connu sous le nom d'Andy Payton (né le 23 octobre 1967 à Whalley dans le Lancashire) est un joueur de football anglais qui évoluait au poste d'attaquant.

## Palmarès
| Middlesbrough - Championnat d'Angleterre D2 : - Vice-champion : 1991-92. |  | Burnley - Championnat d'Angleterre D3 : - Vice-champion : 1999-00. - Meilleur buteur : 1999-00 (27 buts). |  | Blackpool - Football League Trophy : - Vice-champion : 2001-02. |